# Monica van Dael
Monica van Dael is een Nederlands beeldend kunstenaar, geboren in 1943 in Rotterdam.

## Kunstvorm
Monica van Dael is een beeldhouwster die voor haar objecten vaak steen en brons gebruikt. Ze maakt vaak gebruik van taille directe. Veel van haar beelden zijn in brons gegoten.
Van Dael staat erom bekend dat ze vaak de vrouw kiest, die beeldt ze uit in verschillende vormen. Haar beelden variëren van licht abstract tot expressief.

## Exposities
Sinds 1987 heeft Van Dael onder andere geëxposeerd in:
- Imago, Amsterdam
- De Greef, Wassenaar
- Jardins artistiques, Drulon (F)
- Salon des Artistes Francais, Parijs
- Marijke Raaijmakers, Grubbenvorst
- Pan, Amsterdam
- Tefaf, Maastricht
- Kunstrai, Amsterdam
- Famke van der Kooi, Zoelen
- NIKH, Tilburg
- De Keukenhof, Lisse
- Kunst & Antiekbeurs, Naarden
- Galerie Lambèr, Valkenswaard

Van Dael exposeerde ook meerdere malen met Elice Kernkamp.